# El Espectador
El Espectador is een van de landelijke kranten van Colombia. De krant werd in 1887 opgericht door Fidel Cano Gutiérrez.
Gabriel García Márquez, die in 1982 de winnaar van de Nobelprijs voor de Literatuur was, werkte voor El Espectador in de periode 1954-1955.

## Geschiedenis
El Espectador kwam op 22 maart 1887 voor het eerst uit in Medellin. Het is daarmee de oudste krant van Colombia. Sinds 1915 is de krant gevestigd in Bogota.

### Kritische berichtgeving
De krant nam in de loop van de geschiedenis meestal een kritische houding aan ten aanzien van de heersende klasse.
De uitgifte van El Espectador onder leiding van Fidel Cano Gutiérrez werd zes maal stilgelegd door de regering van de Colombiaanse Conservatieve Partij, dat de berichtgeving van de krant als subversief beschouwde. Cano werd als redacteur verschillende malen gevangengezet.

### Terreur van Medellínkartel
Ook over de problemen omtrent de drugshandel werd nietsontziend bericht.
Op 17 december 1986 werd de toenmalige directeur van El Espectador, Guillermo Cano Isaza, voor het gebouw van de krant  doodgeschoten door huurmoordenaars die naar men vermoedt waren ingehuurd door Pablo Escobar. De krant had kort ervoor een serie kritische artikelen gepubliceerd over Colombiaanse drugsbaronnen. In 1988 werd de krant daarvoor geëerd met de Spaanse prijs voor de journalistiek, genaamd Ortega y Gasset en met een waarde van achtduizend dollar.
Op 2 september 1989 voerde het Medellínkartel een bomaanslag uit op het redactiegebouw.

### Economische crisis begin 21e eeuw
In 2001 moest de krant vanwege de economische crisis overgaan op een wekelijkse verschijning, totdat de krant op 11 mei 2008 weer dagelijks verscheen, vanaf dat moment in tabloidformaat.